# 郡上市民病院
郡上市民病院（ぐじょうしみんびょういん）は、岐阜県郡上市にある郡上市が運営する公共の病院である。

## 概要
かつての郡上広域連合が運営していた郡上中央病院であり、この地域最大の総合病院である。又、へき地中核病院に指定されている。
診察科は13科ある。
病床数は150床（一般100床、療養型50床）。
2006年（平成18年）に完成した現在の建物は、旧病院に隣接していた「大正町公園」に建てられている。公園の緑地を利用しており、公園と一体化した病院である。旧病院は2007年（平成19年）より解体が始まり、跡地は公園として整備される。
建物は2007年（平成19年）に第48回BSC賞（建築業協会賞）を受賞している。

## 沿革
- 1962年（昭和37年）6月：社団法人郡上郡医師会立臨床センターとして開業。
- 1976年（昭和51年）10月：郡上広域行政事務組合（後の郡上広域連合）に移管。郡上中央病院に改称。
  - 旧郡上中央病院は八幡町、大和町、高鷲村、美並村、明宝村が管理していた。
  - 白鳥町、和良村は町村立病院を経営していたため直接は関係していなかった。
- 1987年（昭和62年）2月：へき地中核病院に指定。
- 2004年（平成16年）3月1日：郡上広域連合解散。郡上郡7町村合併で郡上市発足。郡上中央病院は郡上市に移管され、郡上市民病院に改称。
- 2006年（平成18年）5月8日：新館が完成。

## 診察科
- 内科
- 循環器科
- 小児科
- 外科
- 整形外科
- 脳神経外科
- 神経科
- 心療科
- 耳鼻咽喉科
- 泌尿器科
- 産婦人科
- リハビリテーション科
- 放射線科

## 施設
- 建物構造：鉄筋コンクリート造、地上6階、地下1階
- 建物延床面積：18,165m2（建築面積：6,203m2）
- 総合受付の反対側に八幡信用金庫のATMが設置している。

## 交通機関
- 郡上市自主運行バス：郡上八幡コミュニティバス（まめバス）「郡上市民病院」バス停より徒歩ですぐ。
- 長良川鉄道越美南線 郡上八幡駅より徒歩で約10分。
- 岐阜バス（岐阜バスコミュニティ八幡）「八幡白鳥線」・「高速八幡線」・「高速名古屋八幡線」・「明宝線」・「和良線」の「八幡栄町」バス停より徒歩で約5分。